# Deacon Jones Award
Der Deacon Jones Award ist eine Auszeichnung, welche seit 2013 an den Spieler in der National Football League (NFL) geht, welcher in der vorangegangenen Saison die meisten Sacks erzielte. Die Auszeichnung ist nach dem ehemaligen Spieler Deacon Jones benannt. Nach dessen Tod rief die NFL die Auszeichnung ins Leben, um ihn dauerhaft zu ehren.

## Sieger
| Saison | Name            | Wert | Team                 | Ref    |
| ------ | --------------- | ---- | -------------------- | ------ |
| 2013   | Robert Mathis   | 19,5 | Indianapolis Colts   | [ 2 ]  |
| 2014   | Justin Houston  | 22,0 | Kansas City Chiefs   | [ 3 ]  |
| 2015   | J. J. Watt      | 17,5 | Houston Texans       | [ 4 ]  |
| 2016   | Vic Beasley     | 15,5 | Atlanta Falcons      | [ 5 ]  |
| 2017   | Chandler Jones  | 17,0 | Arizona Cardinals    | [ 6 ]  |
| 2018   | Aaron Donald    | 20,5 | Los Angeles Rams     | [ 7 ]  |
| 2019   | Shaquil Barrett | 19,5 | Tampa Bay Buccaneers | [ 8 ]  |
| 2020   | T. J. Watt      | 15,0 | Pittsburgh Steelers  | [ 9 ]  |
| 2021   | T. J. Watt      | 22,5 | Pittsburgh Steelers  | [ 10 ] |
| 2022   | Nick Bosa       | 18,5 | San Francisco 49ers  | [ 11 ] |